# Arne Rinnan

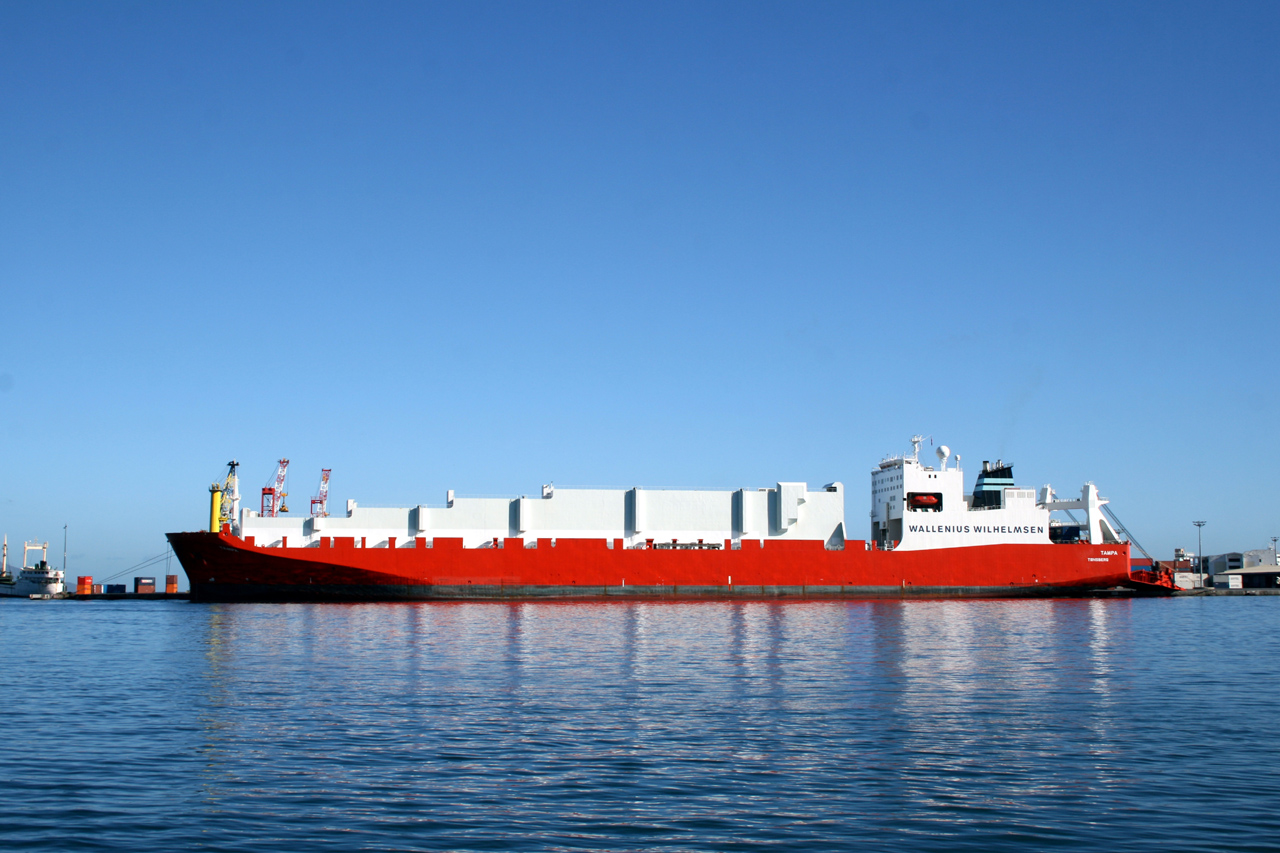
MS Tampa i juni 2009.

Arne Rinnan, född 1940 i Oslo, är en norsk sjökapten. Han var kapten på lastfartyget M/S Tampa då hon i augusti 2001 påträffade ett sjunkande fartyg med över 400 människor ombord nära Julön, nordväst om Australien. Tampa tog ombord de nödställda i syfte att enligt internationellt erkänd sjörätt föra dessa, varav en del i mycket dålig kondition, till närmaste hamn och sjukhus. Australiska myndigheter ville dock inte låta Tampa komma in på australiskt territorialvatten. Rinnan skickade då ut nödsignal på grund av förhållandena ombord och satte kurs på Julön. Där möttes Tampa av beväpnad australisk militär, som bordade skeppet, och inte ville låta de nödställda gå i land, eftersom de då befarades söka asyl. Rinnan höll fast vid att de nödställda skulle föras iland och lyckades med stöd av rederiet och den norska regeringen till slut få i land samtliga nödställda levande trots Australiens vägran att ta emot dem. För denna insats förärades kapten Rinnan och hans besättning år 2002 Nansenpriset och fick även andra utmärkelser.